# Elmore James
Elmore James (* jako Elmore Brooks; 27. ledna 1918, Richland, Mississippi, USA - 24. května 1963, Chicago, Illinois, USA) byl americký bluesový kytarista , zpěvák a hudební skladatel. V roce 1980 byl jako jeden z prvních uveden do Blues Hall of Fame. Byl také uveden do Rock and Roll Hall of Fame.